# Lake Santeetlah (Carolina del Norte)
Lake Santeetlah es un pueblo ubicado en el condado de Graham en el estado estadounidense de Carolina del Norte. La localidad en el año 2000, tenía una población de 67 habitantes en una superficie de 1 km², con una densidad poblacional de 128,3 personas por km².

## Geografía
Lake Santeetlah se encuentra ubicado en las coordenadas 35°19′22″N 83°48′28″O / 35.32278, -83.80778. Según la Oficina del Censo, la localidad tiene un área total de 1 km² (0,4 mi²), de la cual 1 km² (0,4 mi²) es tierra y 0 km² (0 mi²) (0.0%) es agua.

### Localidades adyacentes
El siguiente diagrama muestra a las localidades en un radio de 36 kilómetros (22,4 mi) de Lake Santeetlah.

## Demografía
En el 2000 la renta per cápita promedia del hogar era de $14.688, y el ingreso promedio para una familia era de $21.705. El ingreso per cápita para la localidad era de $10.275. En 2000 los hombres tenían un ingreso .per cápita de $19.912 contra $14.886 para las mujeres. Alrededor del 26.50% de la población estaba bajo el umbral de pobreza nacional.